# Мадона ди Каниљије (Асти)
Мадона ди Каниљије је насеље у Италији у округу Асти, региону Пијемонт.
Према процени из 2011. у насељу је живело 60 становника. Насеље се налази на надморској висини од 139 м.